# Petar Krpan
Petar Krpan (Eszék, 1974. július 1. –) horvát válogatott labdarúgó, csatár. A nemzeti csapat tagjaként részt vett az 1998-as labdarúgó-világbajnokságon, ahol a bronzérmet jelentő harmadik helyet szerezték meg.

## Külső hivatkozások
- Petar Krpan – a National-football-teams.com honlapján